# Цхенісцкалі
Цхенісцкалі (груз. ცხენისწყალი) — річка в Західній Грузії, притока Ріоні. Довжина становить 176 км, площа басейну 2120 км². Живиться льодовиковою, дощовою та підземними водами, у травні—липні трапляються паводки (на цей період припадає 70% річного стоку). Притоками річки є Зесхо, Хеледула, Джоноула, Гобішурі, Леушеріцкалі, Хопурі. На березі річки стоїть місто Цаґері.
Ресурс з річки використовується у ГЕС Ладжанурі.